# NGC 7633
NGC 7633 је спирална галаксија у сазвежђу Индијанац која се налази на NGC листи објеката дубоког неба.
Деклинација објекта је - 67° 39' 13" а ректасцензија 23h 23m 3,1s. Привидна величина (магнитуда) објекта NGC 7633 износи 12,6 а фотографска магнитуда 13,5. NGC 7633 је још познат и под ознакама ESO 77-15, PGC 71274.